# 남아메리카대나무쥐아과
남아메리카대나무쥐아과(Dactylomyinae)는 가시쥐과에 속하는 설치류 아과의 하나이다. 현존하는 3개 속, 6종으로 이루어져 있다.

## 하위 속
- 남아메리카대나무쥐속 또는 대나무쥐속 (Dactylomys)
- 대서양대나무쥐속 (Kannabateomys)
- 올랄라쥐속 (Olallamys)